# Бровцыны
Бровцыны — дворянский род.
1. Иван Фёдорович Бровцын, помещик Дудоровского погоста, Фёдор и Роман Фёдоровичи, Иван и Михайло Кузьмичи Бровцыны, помещики Никольского погоста, пожалованы были от Иоанна Грозного поместьями в Московском уезде 2 октября 1550 г. Во время похода на Астрахань в 1554 г. Николай Бровцын был отправлен послом к ногайским князьям. Михаил Кузьмич находился воеводой в Ржеве-Заволочье в 1567 г. Исайя Иванович Бровцын был стольником Петра Великого[1]. Один из рода Бровцыных, инок Илларион, отличился при защите Троице-Сергиевой лавры от поляков (1608—1610 гг.), а в 1612 году, вместе с другими иноками, отправлен был от архимандрита Дионисия и келаря Авраамия в Ярославль, к вождям земского ополчения князю Пожарскому и Косьме Минину, убеждать их поспешить походом[2].
2. Потомки  Гаврилы Фёдоровича Бровцына и его сына Герасима, жившего в первой половине XVII в. Эта ветвь записана в VI часть родословных книг губерний Тверской, Новгородской, Херсонской и Саратовской. Из этой ветви Бровцыных происходил директор комиссариатского департамента морского министерства, генерал-лейтенант Сергей Михайлович Бровцын (†1852 г.).
3. Потомки Константина Фёдоровича Бровцына, вёрстанного поместьем в 1675 г. Эта ветвь записана в VI часть родословных книг губерний Тульской, Курской и Новгородской. Из этой ветви происходили: Севастьян и Григорий Григорьевичи Бровцыны, бывшие депутатами в комиссии составления нового уложения (1767), вице-адмирал, Алексей Сергеевич (†1878 г.).

## Описание герба
В красном поле три золотые креста, выходящие из золотого кольца, два к верхним углам щита, а третий прямо вниз.
Щит увенчан дворянскими шлемом и короной со страусовыми перьями. Намёт червлёный, подложенный золотом. Герб рода Бровцыных внесён в Часть 9 Общего гербовника дворянских родов Всероссийской империи, стр. 84.